# Surfin’ U.S.A. (Album)
Surfin’ U.S.A. ist das zweite, am 27. März 1963 erschienene Musikalbum der Beach Boys. Die Aufnahmen fanden im Januar/Februar 1963 statt.

## Entstehungsgeschichte
Obwohl Nick Venet auf dem Backcover der LP-Version als Produzent angegeben ist, wurde das Album von Brian Wilson produziert. Die Beach Boys hatten im Vorfeld kreative Kontrolle über die weiteren Aufnahmen verlangt und erfolgreich erstritten. Damit wurden sie zu der ersten Band, die die komplette Kontrolle über ihre musikalischen Veröffentlichungen hatte.
Mit der neuen Freiheit wechselten sie auch das Studio, wie die folgenden Alben wurde Surfin’ U.S.A. in den Western Studios in Hollywood produziert.
Mit fünf Instrumentals ist Surfin’ U.S.A. ein eher untypisches Beach-Boys-Album. Bis auf Misirlou, Honky Tonk, Surf Jam (die erste Komposition von Carl Wilson) und Let’s Go Trippin’ stammen alle Kompositionen von Brian Wilson.
Zum ersten Mal tritt bei diesem Album Roger Christian als Texter in Erscheinung. Er war ein DJ, der sich in seiner Radiosendung über die Beach-Boys-Texte lustig gemacht hatte, woraufhin Manager Murry Wilson ihm das Angebot unterbreitete, selbst Texte für die Beach Boys zu schreiben. Daraus entstand eine erfolgreiche Partnerschaft zwischen Christian und Brian Wilson und Christian wurde zu einem gefragten Texter.
Das Album erreichte Platz 2 der US-Billboard-Charts und verbrachte 78 Wochen in der Hitparade.

## Die Titel
1. Surfin’ U.S.A. (Chuck Berry/Brian Wilson) – 2:27
2. Farmer’s Daughter (B. Wilson/Mike Love) – 1:49
3. Misirlou (Roubanis/Wise/Leeds/Russell) – 2:03
4. Stoked (Brian Wilson) – 1:59
5. Lonely Sea (B. Wilson/G. Usher) – 2:21
6. Shut Down (B. Wilson/R. Christian) – 1:49
7. Noble Surfer (B. Wilson) – 1:51
8. Honky Tonk (Doggett/Scott/Butler/Sheper/Glover) – 2:01
9. Lana (B. Wilson) – 1:39
10. Surf Jam (Carl Wilson) – 2:10
11. Let’s Go Trippin’ (Dick Dale) – 1:57
12. Finders Keepers (B. Wilson) – 1:38

## Zusätzliche Informationen zu den Liedern
Surfin’ U.S.A., das Titellied des Albums, war ein großer Hit in den USA und erreichte in den Charts Platz 3, in den Black-Music-Charts Platz 20. 1973 wurde das Lied erneut veröffentlicht und erreichte Platz 36. Auch in England wurde die Single veröffentlicht und erreichte dort Platz 34.
Das Titellied glorifiziert das Wellenreiten (englisch: Surfen) und führt zahlreiche gute Surfplätze in Amerika auf. Diese Plätze wurden Brian Wilson von Jimmy Bowles genannt, dem Bruder seiner damaligen Freundin Judy. In den Credits der veröffentlichten LP (Capitol T1890) ist nur Brian Wilson als Komponist angegeben. Als das Lied ein Erfolg wurde, meldete Chuck Berry sich zu Wort, der in diesem Stück Ähnlichkeiten zu seinem Hit Sweet Little Sixteen erkannte. Murry Wilson, der als Beach-Boys-Manager auch die Rechte der Lieder verwaltete, gab das gesamte Urheberrecht an Arc Music, dem Verlag, der die Verwertungsrechte an Sweet Little Sixteen von Chuck Berry hatte, ab. Das, sowohl für die Melodie als auch für den Text, der nicht von ihm stammte. In den Wiederveröffentlichungen ab 1970 ist somit nur noch Chuck Berry als Autor angegeben. Erst im Zuge der zahlreichen Gerichtsprozesse, die in den 1990er Jahren um die Rechte an den Beach-Boys-Songs geführt wurden, wurde der Credit auf Brian Wilson/Chuck Berry korrigiert (das erste Mal 1993 auf dem Good Vibrations – 30 Years Of The Beach Boys Boxset (Capitol C2 0777 7 81294 2 4)). Dies wurde allerdings nicht auf allen Neuveröffentlichungen geändert. Im neuen Jahrtausend behauptete Mike Love, er habe den Text zu diesem Song verfasst.
Farmer’s Daughter, Noble Surfer und Finders Keepers sind die ersten Lieder, die von Brian Wilson alleine geschrieben wurden.
Misirlou und Let’s Go Trippin’ sind Coverversionen von Surf-Gitarrist Dick Dale. Misirlou basiert auf einem griechischen Volkslied.
Lonely Sea ist das erste Lied, das Brian Wilson und Gary Usher zusammen geschrieben haben. Die Aufnahmen aus dem Jahre 1962 wurden von Murry Wilson produziert
Shut Down ist die erste Brian Wilson/Roger Christian-Zusammenarbeit. Das Lied erreichte als B-Seite von Surfin’ U.S.A. Platz 23 der Charts.
Honky Tonk stammt im Original von Bill Doggett aus dem Jahr 1956 und war eines der ersten Rock-’n’-Roll-Instrumentals, die Hits wurden. Das Lied erreichte 1956 Platz 2 der Singles-Charts. Die Beach Boys waren die erste Surfband, die das Stück coverten.
Surf Jam ist das erste veröffentlichte Beach-Boys-Lied, bei dem Carl Wilson alleiniger Autor ist. Das Lied wurde bereits im Rahmen der Verhandlungen mit Hite Morgan eingespielt. Hite Morgan nahm die Beach Boys anschließend unter Vertrag und veröffentlichte die Debütsingle Surfin’. Carl Wilson hatte vorher schon ein Lied namens Beach Boy Stomp geschrieben, dieses wurde aber erst 1969 auf der Kompilation Beach Boys Biggest Beach Hits veröffentlicht.
Finders Keepers ist eine Antwort auf Big Girls Don’t Cry der Gruppe The Four Seasons.